# 201 г. пр.н.е.
201 (двеста и първа) година преди новата ера (пр.н.е.) е година от доюлианския (Помпилийски) римски календар.

## Събития

### В Римската република
- Консули са Гней Корнелий Лентул и Публий Елий Пет.
- Сенатът гласува и одобрява мирния договор с Картаген.
- Публий Корнелий Сципион се завръща в Рим, за да празнува триумф за победата си. Той приема прозвището „Африкански“.[1]
- Начало на поредица от консулски командвания в Северна Италия.[2]
- Заселване на ветерани в Апулия и Самниум.[2]

### В Африка
- В Картаген пристига римска комисия, която да следи за спазването на мирния договор. Всички набелязани за унищожение военни кораби са изведени от пристанището и подпалени, предадени са римски дезертьори, много от които са екзекутирани.[1]

### В Гърция и Мала Азия
- Кампании на Филип V Македонски в Егейско море. Той превзема остров Самос, печели сражение при Ладе и обсажда Хиос, но тук е победен.[2]
- Родос и пергамският цар Атал I изпращат пратеници до Рим, които да се оплачат от агресията на македонския цар и да искат помощ.[1]

### В Азия
- Антиох III обсажда Газа.[2]

## Починали
- Гней Невий, римски поет и драматург, (роден 275 г. пр.н.е.)
- Сифакс, цар на Западна Нумидия